# Hôtel d'Épernon (Blois)
Ne doit pas être confondu avec Hôtel d'Armenonville.
L’hôtel d’Épernon est un hôtel particulier situé sur le promontoire du château de Blois, dans le département du Loir-et-Cher (Centre-Val de Loire).
Initialement partie intégrante de l'hôtel d'Amboise voisin, l'édifice a été divisé en deux résidences dans la seconde moitié du XVIe siècle au profit du 1er duc d'Épernon.
Détruit pour protéger le château d'un incendie causé par les bombardements allemands du début de la Seconde Guerre mondiale, l'édifice a été reconstruit à l'identique dans les années 1940.

## Historique
Construit au début du XVIe siècle pour le compte du principal ministre du roi Louis XII, le cardinal d'Amboise, l'hôtel d'Amboise est divisé en deux propriétés distinctes en 1588 au profit du duc d'Épernon, Jean-Louis de Nogaret de La Valette, alors favori du roi Henri III,. Lorsque le roi quitta Blois après les États généraux de 1589, le duc s'est vu confier le commandement militaire de la ville, preuve qu'il séjourna quelque temps en ce lieu.
En juin 1940, lors du bombardement de la ville basse, les hôtels d'Épernon et d'Amboise ont été détruits sur ordre du docteur Lesueur (alors conservateur du musée municipal) afin d'éviter la propagation de l'incendie menaçant le château.
La reconstruction des hôtels d'Épernon et d'Amboise a eu lieu peu après la Libération, bien que l'architecte en charge et la date exacte des travaux n'aient pas été documentés. En 1950, l'hôtel d'Amboise semblait être reconstruit.